# Demetrios Vikelas
Demetrios Vikelas (limba greacă: Δημήτριος Βικέλας; n. 15/27 februarie 1835, Ermoupolis, Administrația descentralizată a Mării Egee⁠⁠(d), Grecia – d. 20 iulie 1908, Atena, Regatul Greciei) a fost un om de afaceri și literat grec. A fost primul președinte al Comitetului Internațional Olimpic în perioada 1894 - 1896.
A fost născut la Ermoupolis, dar a trăit inițial la Constantinopol, apoi la Londra și apoi s-a mutat la Paris.